# Mictochroa renata
Mictochroa renata är en fjärilsart som beskrevs av Jones 1914. Mictochroa renata ingår i släktet Mictochroa och familjen nattflyn. Inga underarter finns listade i Catalogue of Life.